# Rodocrosita

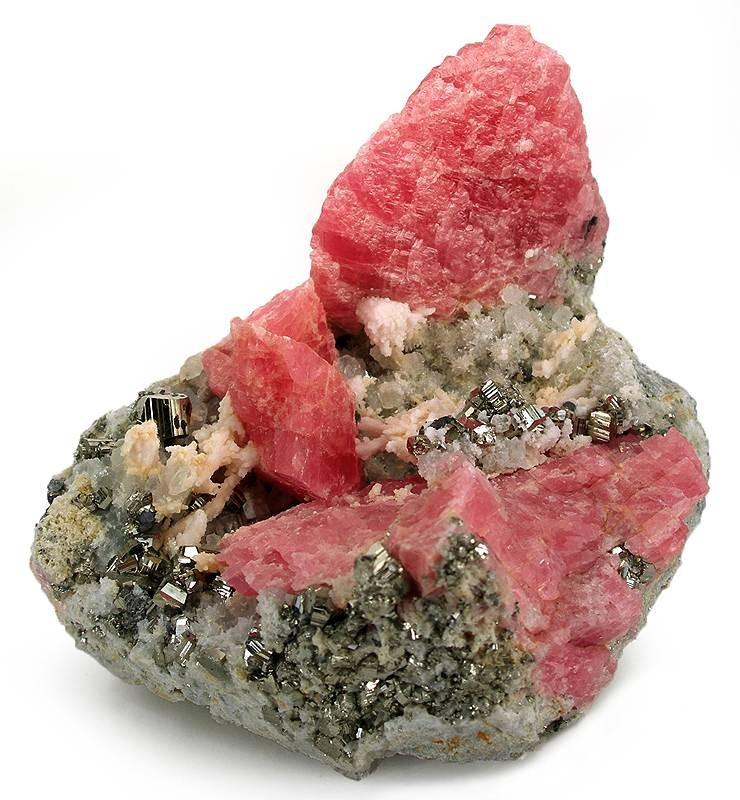
Rodocrosita

A rodocrosita ou rodocrosite é um mineral constituído por carbonato de manganês, com composição química MnCO3. Descoberta em Cavnic, Maramureş, Roménia, em 1813. O seu nome deriva da palavra grega para cor-de-rosa.

## Modo de ocorrência
Ocorre em veios de origem hidrotermal, conjuntamente com outros minerais de manganês, em depósito de baixa temperatura, como nas minas de prata da Roménia, onde foi pela primeira vez identificada. Em Capillitas, Argentina, é explorado um depósito em que a rodocrosite ocorre em bandas, de onde se obtêm alguns exemplares com qualidade suficiente para serem utilizados em peças ornamentais e joalheria.

## Usos e aplicações
O uso principal é como fonte para manganês, mas algumas joias são feitas dele, especialmente na Argentina.

## Propriedades físicas
Este mineral forma séries isomórficas com a siderita e com a calcita. O manganês pode ser substituído por cálcio, magnésio e zinco na estrutura cristalina. Tem uma cor rosa-vermelha, traço branco e a sua dureza varia entre 3.5 e 4.5 na escala de Mohs. Cristaliza-se no sistema trigonal. Apresenta clivagem típica dos carbonatos, romboédrica, perfeita e em três direcções. Muitas vezes confundida com a rodonita, apesar de ser muito menos dura que esta

## Cultura
A rodocrosita é a pedra preciosa nacional da Argentina". O estado do Colorado, nos Estados Unidos, nomeou oficialmente a rodocrosita como seu mineral estadual em 2002.
Às vezes é chamada "Rosa del Inca", "Inca Rose" ou Rosinca.

## Galeria

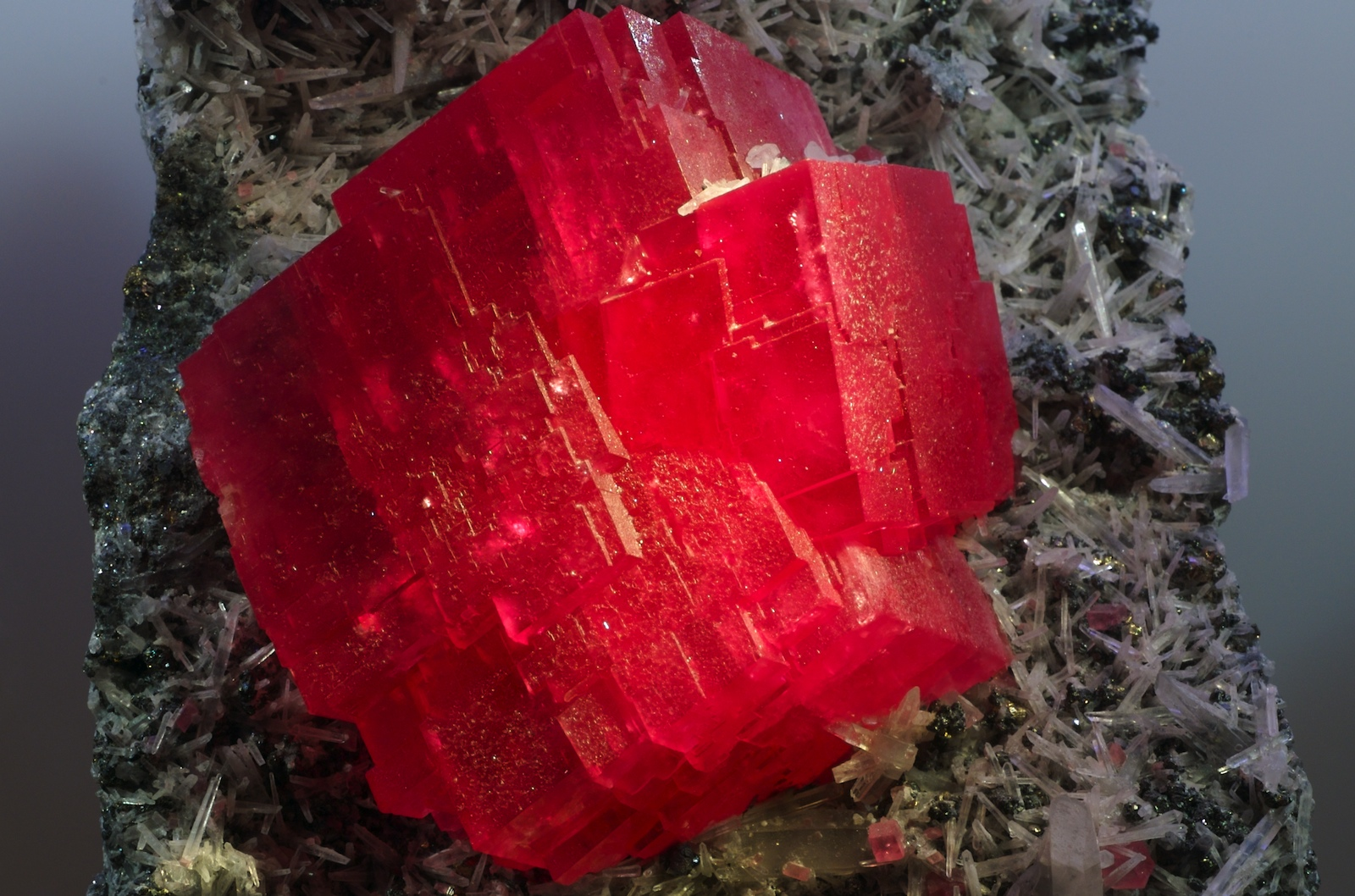
"The Searchlight," uma grande rodocrosita vermelha do Colorado, EUA
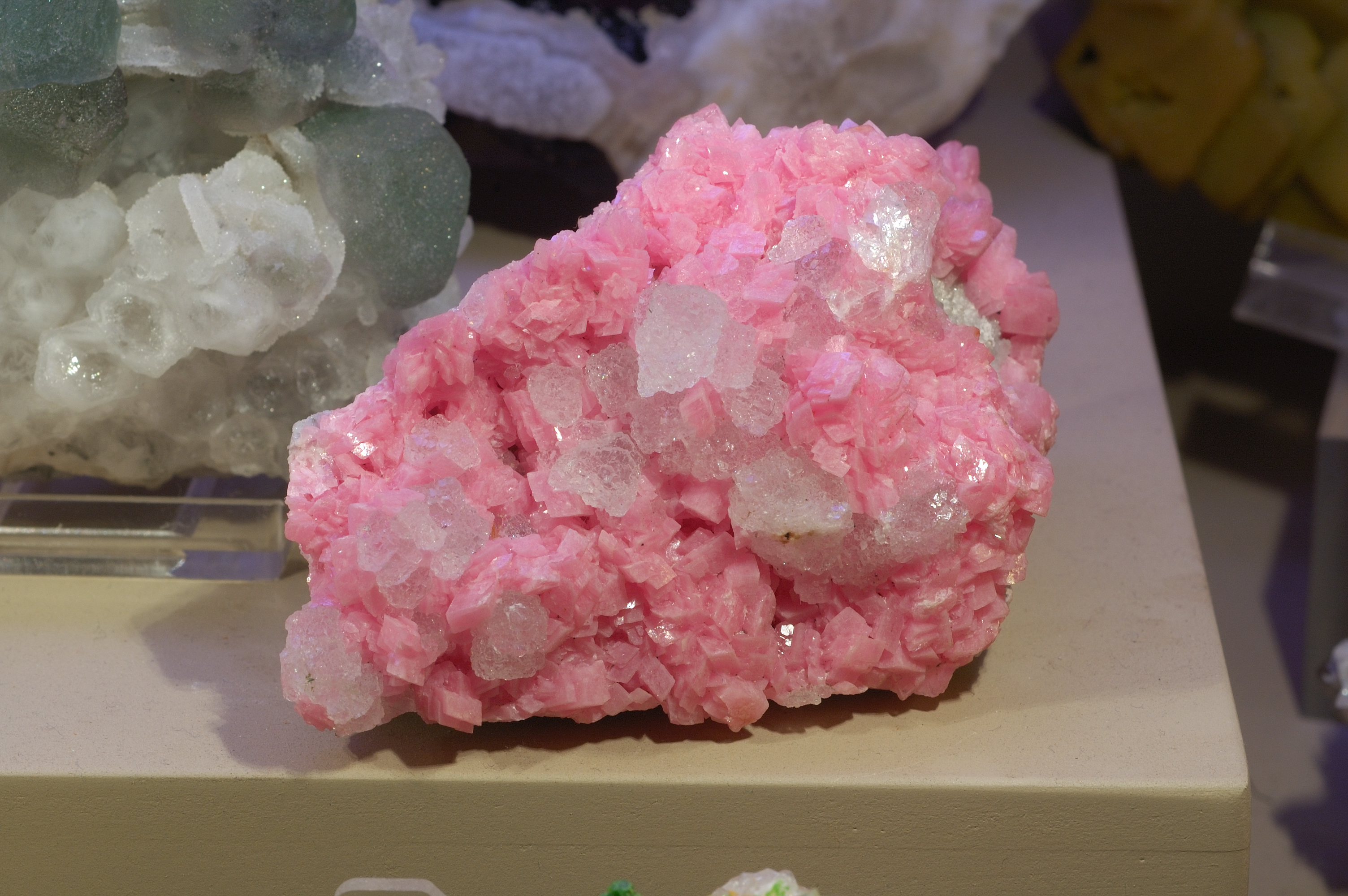
O rosa é a cor mais comum da rodocrosita. Espécime extraído perto de Silverton, Colorado
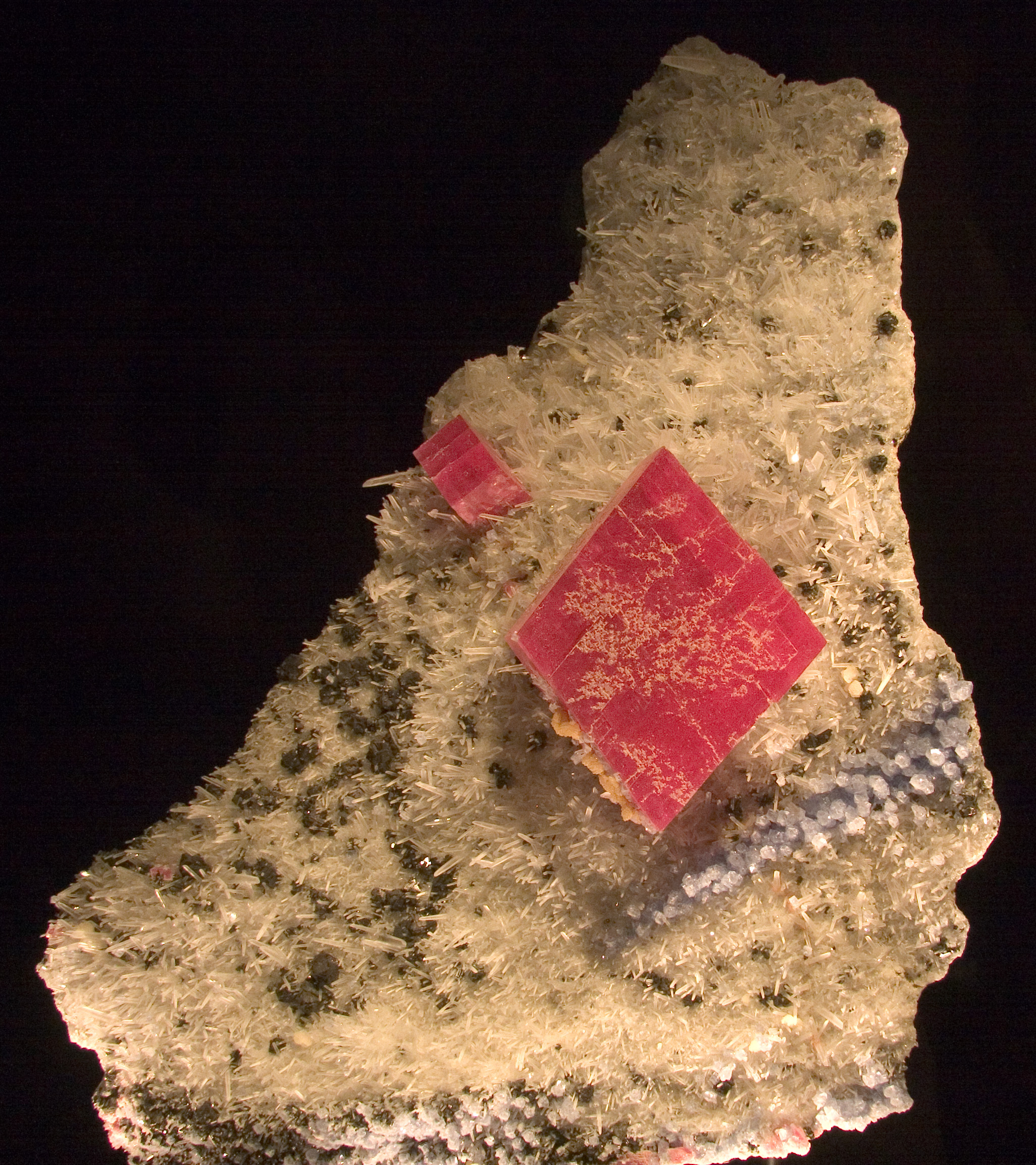
The Alma King é o maior cristal de rodocrisita conhecido; foi encontrada na Sweet Home Mine perto de Alma, Colorado. É exibida no Denver Museum of Nature and Science.
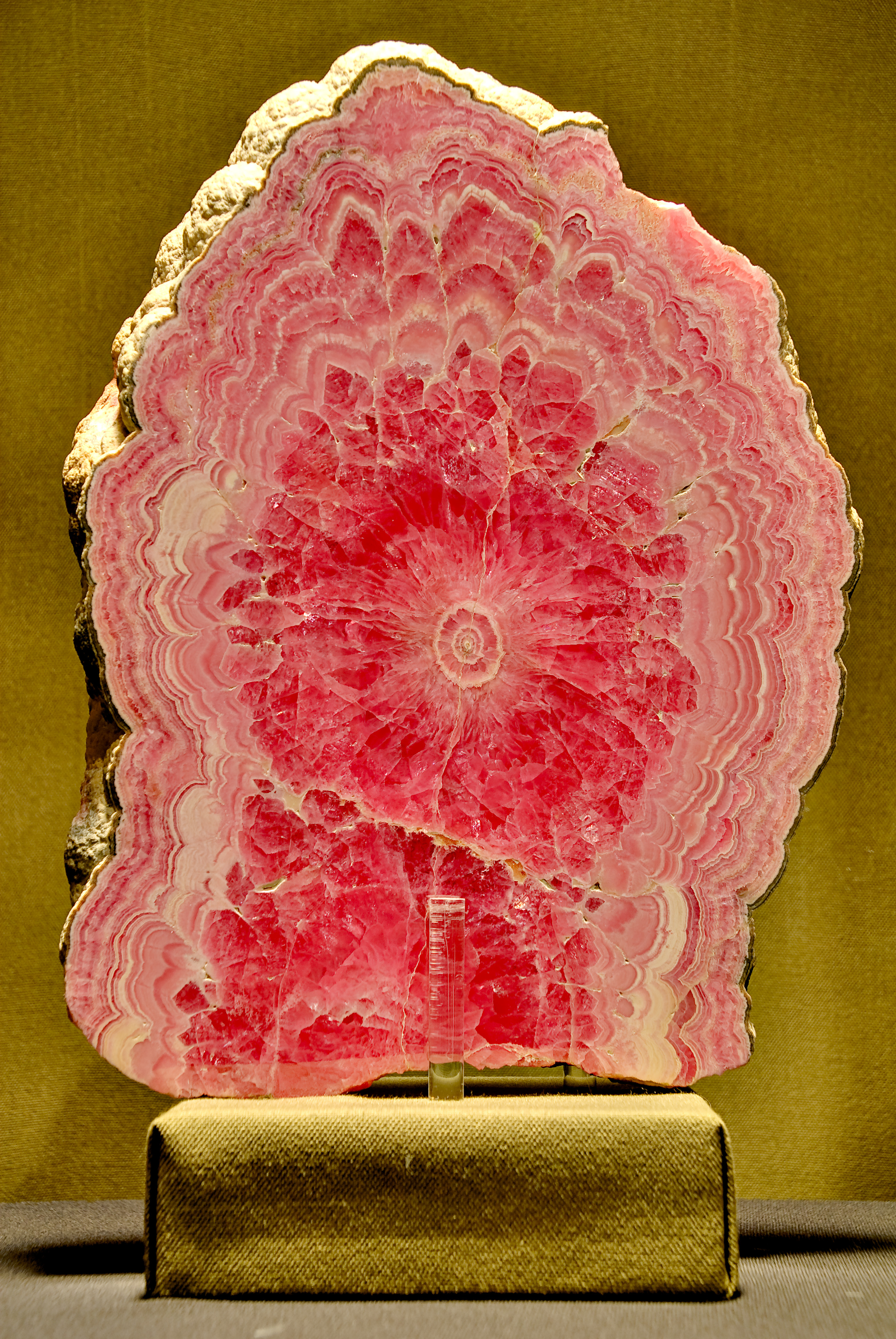
Exposição no Museu da Prata, La Plata, Argentina.
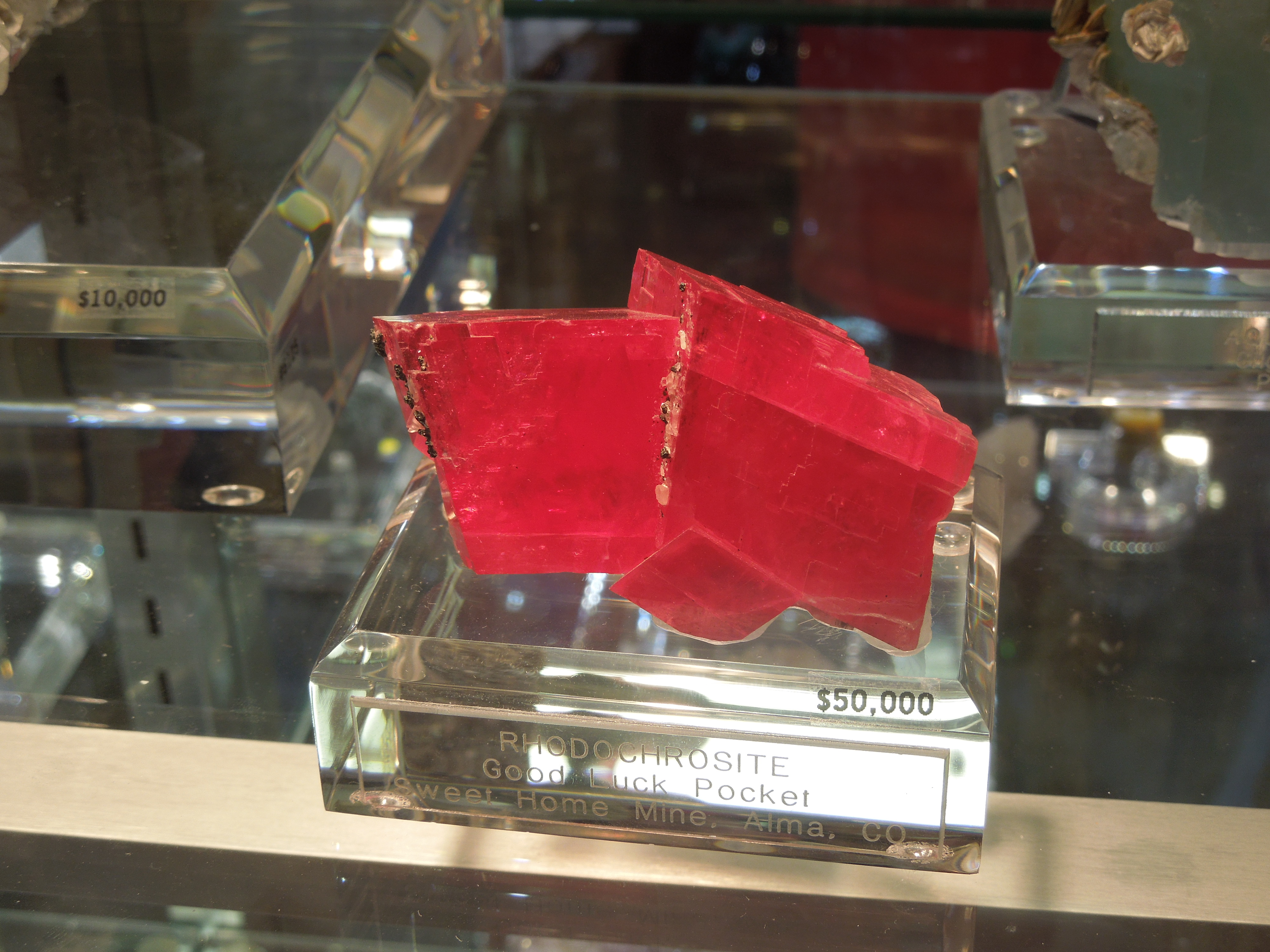
Rodocrosita do Colorado, EUA.
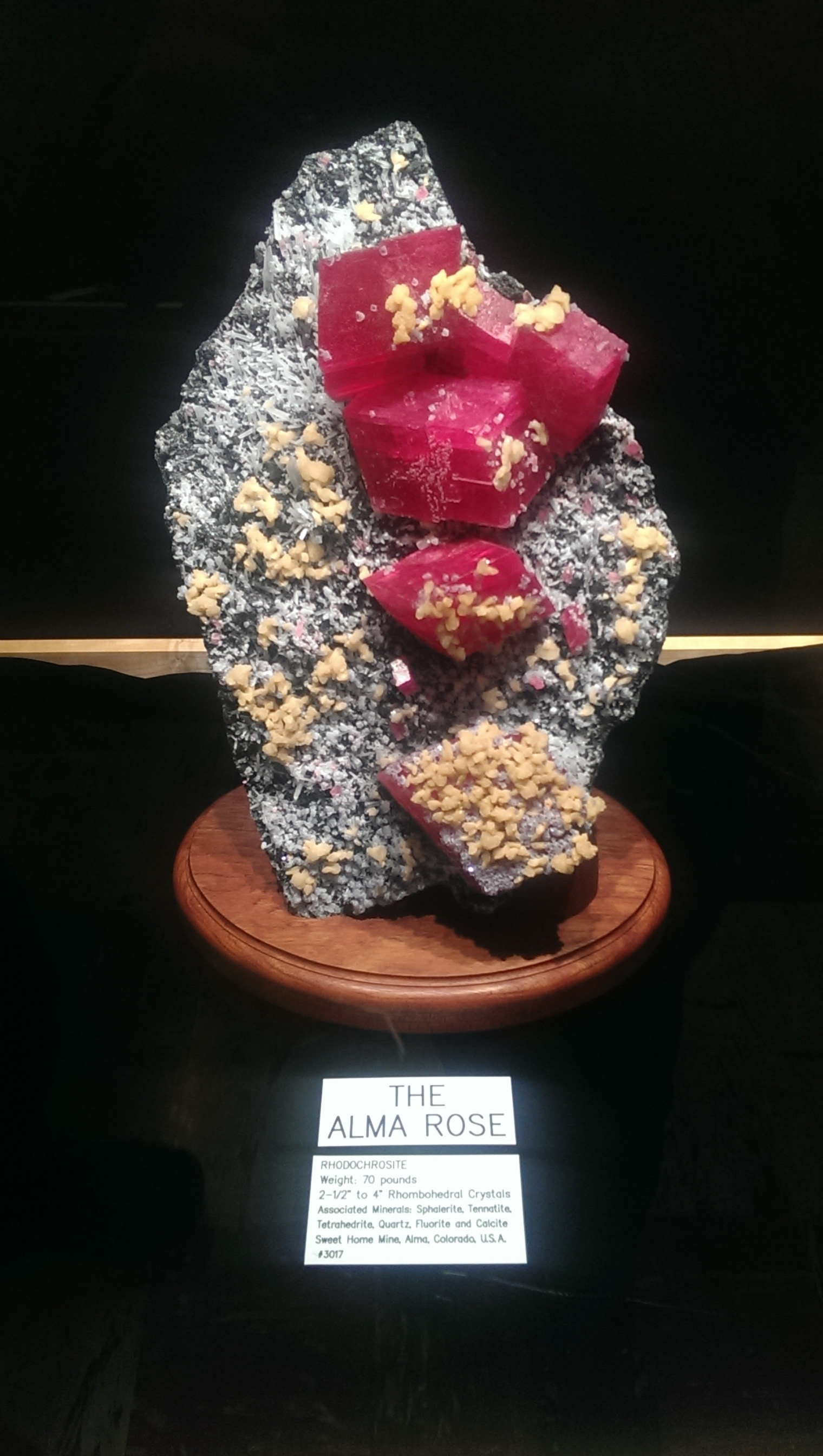
O espécime de Alma Rose da mina Sweet Home Mine de Colorado, EUA. Localizado no Rice Northwest Museum of Rocks and Minerals em Hillsboro, OR.